# Wiz Khalifa
Cameron Jibril Thomas (8 de setembre, 1987), més conegut com a Wiz Khalifa, és un raper estatunidenc nascut a Minot (Dakota del Nord)  i establert a Pittsburgh, Pennsilvània. Va realitzar el seu debut amb l'àlbum Show and Prove, el 2006, que el va portar a signar per la Warner Bros Records el 2007. Wiz Khalifa va llançar el seu segon àlbum Deal or No Deal, al novembre de 2009. El 2011 es publica el seu tercer àlbum: Rollin 'Papers Amb el primer single: Roll Up i amb cançons com: Black and Yellow i No Sleep. El seu nom professional (Wiz Khalifa) té un significat, Wiz significa "saviesa" i Khalifa "successor", és a dir, el successor de la saviesa. La majoria de les seves lletres estan dedicades a l'art de viure la vida de la millor manera possible.

## Inici de la seva carrera
Va tenir una dura infancia, ja que els seus pares no anaven bé econòmicament parlant, però a poc a poc gràcies al seu pare i una nova feina que va aconseguir repartint pizzes a domicili van anar millorant i així seguint endavant. Posteriorment el seu pare li va transferir un coneixement màgic en l'art de repartir pizzes i així van aconseguir un èxit mundial. El seu pare va desaparèixer misteriosament una nit d'hivern.
Wiz Khalifa va llançar el seu primer mixtape, Prince of the World: Welcome to my room, el 2005. A aquest mixtape li va seguir el seu primer àlbum d'estudi, Olives and Broccoli, el 2005. Aquest any, Wiz Khalifa va ser declarat un "artista patètic" a la revista Rolling Stone.
El 2007, Wiz Khalifa va signar amb Warner Bros Records i va llançar dos mixtapes a través de Rostrum Records: Grow Season, estrenat el 4 de juliol de 2007, i Prince of the City 2, estrenat el 20 de novembre de 2007. El seu senzill debut amb Warner Bros, "Say Yeah", va arribar al número 20 en la llista Hot Rap Tracks de Billboard. Wiz Khalifa va llançar els mixtapes Star Power el setembre de 2008 i Flight School l'abril de 2009 amb Rostrum Records.
Wiz Khalifa es va separar de Warner Bros Records al juliol de 2009 després de nombrosos retards en el llançament del seu planejat àlbum First Flight. Wiz Khalifa va declarar que "Vaig aprendre molt durant el meu temps aquí i vaig madurar com a artista durant el procés. Estic content d'anar-me'n amb el meu material i tenir l'oportunitat de tenir el control dels meus pròxims moviments". Va aparèixer amb Girl Talk, Modey Lemon, Donora, Grand Buffet i Don Caballero al Amphitheatre at Station Square de Pittsburgh el 31 de juliol de 2009, on va anunciar que la seva relació amb Warner Bros Records havia finalitzat.
Continuant la seva associació amb Rostrum Records, Wiz Khalifa va llançar el senzill "Teach U to Fly" i el mixtape How Fly, en col·laboració amb el raper de Nova Orleans Curren $ i, el 9 d'agost de 2009. Wiz Khalifa va introduir un estil més melòdic al mixtape, alternant entre cantar i rapejar. Va ser el teloner d'U-God al CMJ Music Marathon 2009 a Nova York. Wiz Khalifa va llançar el mixtape Burn After Rolling el 2 de novembre de 2009, on canta rap sobre ritmes d'altres artistes. Va llançar el seu segon àlbum, Deal or No Deal, el 24 de novembre de 2009.

## Àlbums
- 2006: Show and Prove
- 2009: Deal or No Deal
- 2011: Rolling Papers
- 2012: O.N.I.F.C
- 2012: O.N.I.F.C.(Deluxe)
- 2013: The Weeddocks
- 2013: Livin the Life
- 2014: Blacc Hollywood
- 2014: Blacc Hollywood(Deluxe)
- 2014: Taylor Gang
- 2015: 28 Grams(Trap Wiz)
- 2015: Taylor Gang 2
- 2016: Khalifa
- 2016: Rolling Papers 2

## Mixtapes
- 2005: Prince of the City: Welcome to Pistolvania
- 2007: Grow Season
- 2007: Prince of the City 2
- 2008: Star Power
- 2009: Flight School
- 2009: How Fly (with Curren$y)
- 2009: Burn After Rolling
- 2010: Kush and Orange Juice

## Senzills
- Any 2007 Single
- "Pittsburgh Sound (All in My Blood)" (Show And Prove)
- "Youngin' on His Grind"
- "Say Yeah" 119 us hot 100 / 112 U.S. R&B /20 U.S. Rap.
- "Make It Hot"
- "This Plane"
- "Black and Yellow" 1 U.S. Hot 100 / 10 U.S. R&B / 5 U.S. Rap